# Härdsmälta

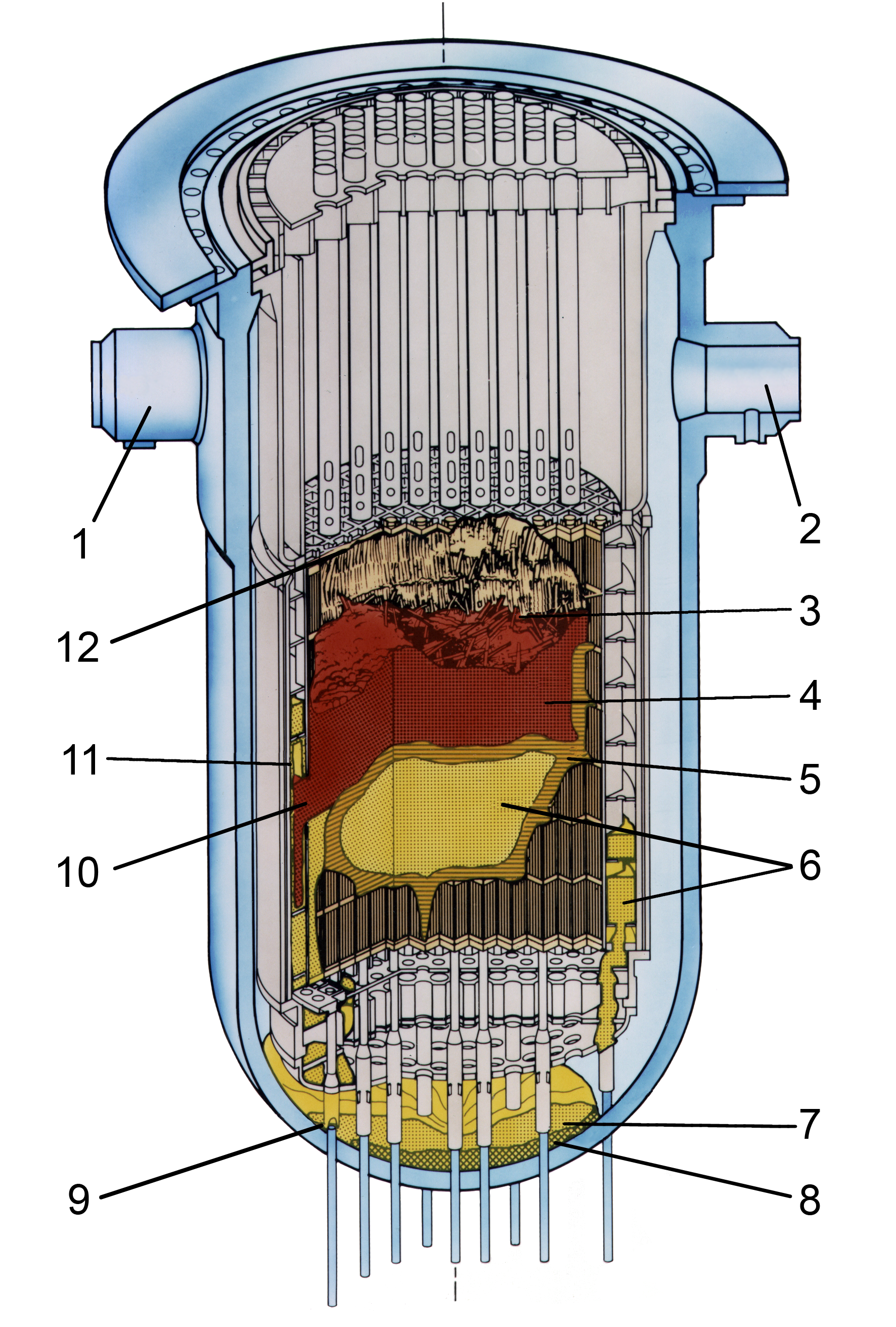
Reaktor nummer 2, TMI-2, vid Three Mile Island, och dess status efter härdsmältan 1979.

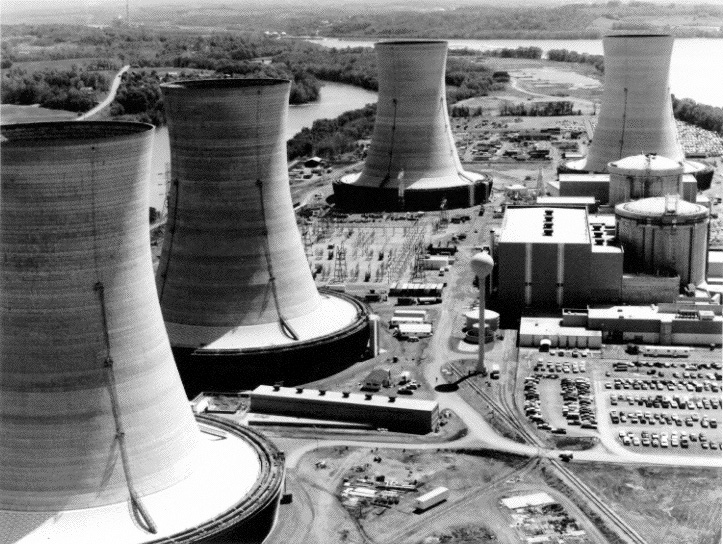
Three Mile Island

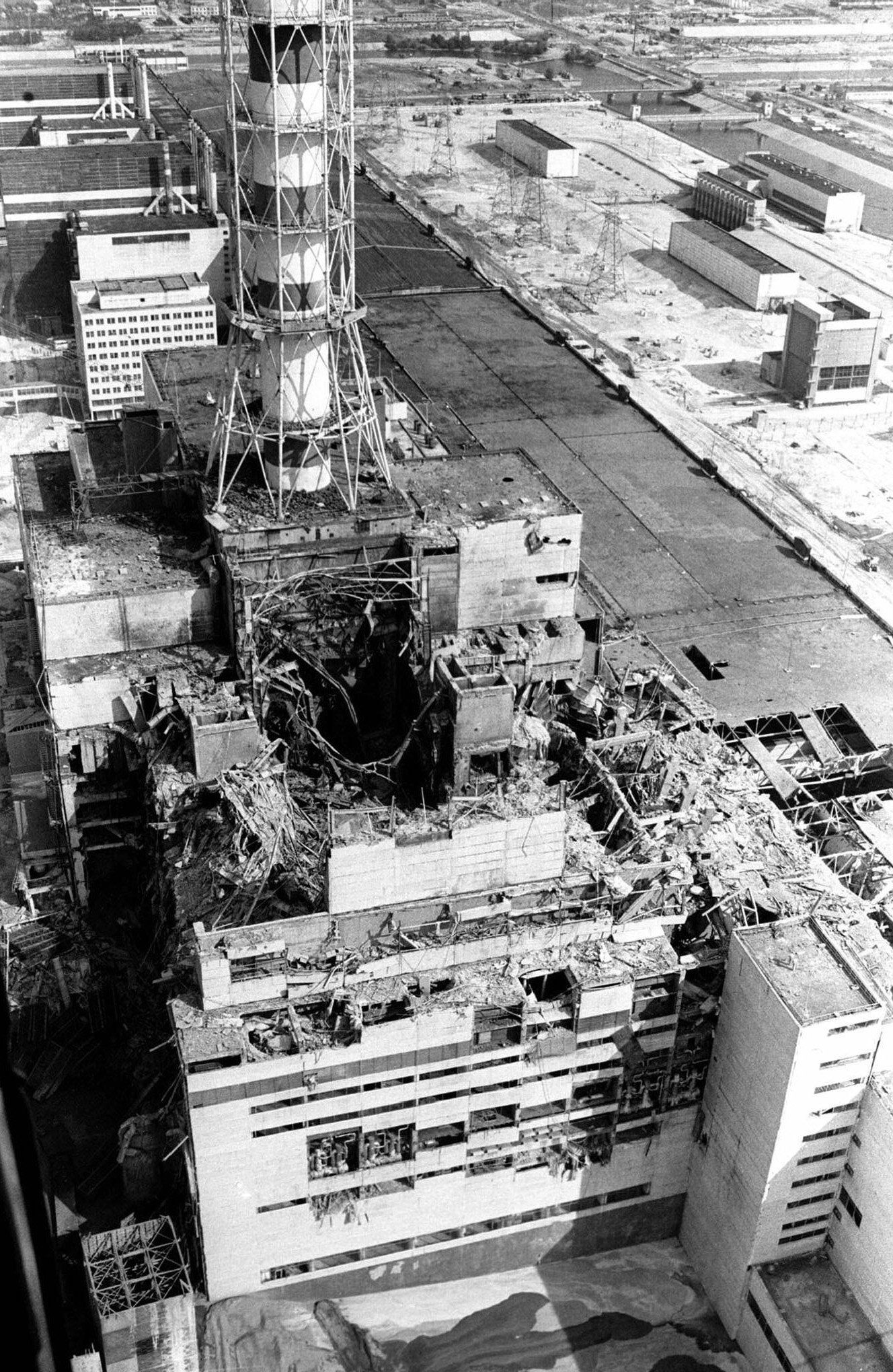
Block 4 i Tjernobyl några dagar efter olyckan

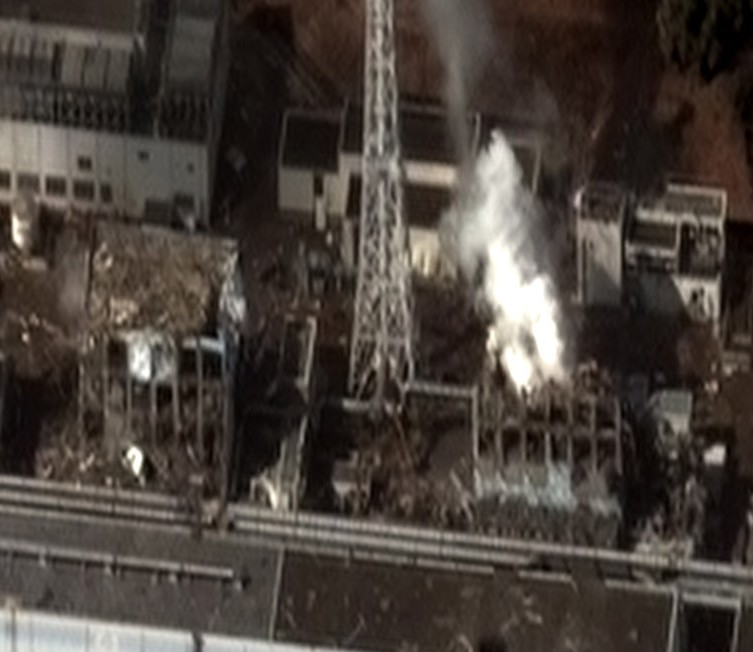
Två av reaktorenheterna i Fukushima fem dagar efter olyckan.

En härdsmälta (stor härdskada) är ett olycksförlopp i en kärnkraftsreaktor där härden smälter och kollapsar på grund av överhettning. 
Ordet härdsmälta förekommer även i vardagligt språk i överförd betydelse som en bild för en obeveklig och oåterkallelig kollaps i ett stort system, till exempel "en finansiell härdsmälta". 

## Händelseförlopp
Förloppet uppstår när härden utvecklar mer värme än vad som kyls bort av kylsystemen och hela eller delar av härden uppnår sin smältpunkt. Härdsmältan påminner om lavaflödet från en vulkan, men är svårare att kyla på grund av den inneboende värmeutvecklingen i härdresterna. 
När förloppet väl har satt igång förvärras förloppet genom att smältan kan blockera de kanaler och passagevägar som finns för kylvattnet, samt att ytterligare energi frigörs från exoterma reaktioner mellan bränslekapsling och vattenånga. Detta gör att det inledningsvis kan vara omöjligt att kyla härden även om man skulle lyckas återetablera inmatning med kylvatten, genom att vattnet inte kan tränga in i den kompakta smälta härden. 
En försvårande omständighet är att strålnivåerna vid härdskador raskt stiger till nivåer som omöjliggör mänskligt tillträde. Så länge bränsleelementen är oskadade är de hermetiskt tillslutna "konservburkar" som innesluter de radioaktiva fissionsprodukterna. När bränsleelementen överhettas och skadas sprids dessa fissionsprodukter i reaktorsystem och reaktorinneslutning och ger höga strålnivåer. 
Om återetablering av kylning i reaktortanken sker sent - eller inte alls - kommer härden att smälta igenom reaktortanken och hamna i reaktorinneslutningen. Om man inte heller där lyckas etablera någon form av kylning kan härden skada reaktorinneslutningens täthet och ge utsläpp till omgivningen. Ett haverifilter i kombination med vatteninpumpning kan i detta läge skydda inneslutningen mot övertryckning och leda bort härdens resteffekt med måttliga utsläpp till omgivningen. 
Förloppet mildras så småningom genom att härdens resteffekt avtar med tiden, men även många dygn efter olyckan utvecklar härden en värmeeffekt på cirka 0,5% av full termisk effekt (cirka 15 MWth för en normalstor reaktor) vilket kräver aktiva åtgärder för att hålla härden kyld.

## Fissionseffekt och resteffekt
Vid normal drift i en reaktor pågår en kärnklyvnings- eller fissions-process där neutroner klyver uranatomer - som sänder ut neutroner - som klyver nya uranatomer. Reaktorn är kritisk och opererar normalt med en effekt på 100%. Vid störningar har reaktorn tillförlitliga avstängningssystem som stoppar neutronerna genom inskjutning av styrstavar och/eller inpumpning av neutronabsorberande bor. 
Skulle avstängningen misslyckas så kommer fissionsprocessen för vattenmodererade reaktorer (PWR, BWR) i alla fall att upphöra när vattnet börjar koka bort, då vattnet är nödvändigt som moderator för att bromsa upp neutronerna till en lagom hastighet för att kunna åstadkomma kärnklyvning. Om inte förr så upphör kärnklyvningsprocessen när härden börjar kollapsa, då processen kräver ett väldefinierat geometriskt arrangemang av bränsle och moderator. 
Vid ett härdsmälteförlopp är det därför mycket troligt att den primära fissionssprocessen har upphört, men att kylsystemen måste ta hand om den kvarvarande resteffekt som utvecklas från det bestrålade bränslet.
Omedelbart efter att klyvningsprocessen upphört är resteffekten cirka 6%, efter en timme knappt 2%, efter en dag knappt 1% och efter en vecka cirka 0,2% av full effekt, där 100% är cirka 3000 MW för en normalstor reaktor. Denna värmeutveckling är obetvinglig och måste kylas bort. Misslyckas detta stiger temperaturen till dess att bortförsel av värme genom konvektion och/eller strålning balanserar den utvecklade resteffekten.

## Kända härdsmältor

### Harrisburgolyckan
Vid Harrisburgolyckan 1979 skedde på grund av komponentfel och misstag en utströmning av reaktorns kylvatten, härden överhettades och ungefär halva härden smälte innan man lyckades återetablera kylningen. Den smälta härden stannade lyckosamt nog i reaktortanken, och tillsammans med en tät inneslutning blev konsekvenserna helt försumbara för omgivningen. Reaktorn blev dock totalförstörd och kontaminerad med höga strålnivåer. Ett mödosamt uppröjningsarbete där man avlägsnade härd och härdrester avslutades i början av 1990-talet.
De utredningar och materialanalyser som gjordes av reaktortankens hållfasthet efter olyckan gav vid handen att det i princip inte fanns några teoretiska marginaler kvar mot brott på reaktortanken. Det kunde visas att ett område på cirka 1 kvadratmeter under kanske så lång tid som en timme varit upphettat till 1100 °C vilket radikalt minskade hållfastheten. Med gängse analysmetoder dras slutsatsen att scenariot "would have resulted in vessel failure when the reactor system was repressurized by plant operators at 300 minutes", men att man genom att tentativt anta "enhanced cooling" genom ej kartlagda flödesspalter mellan smälta och reaktortank hjälpligt kunde förklara förloppet.
Skulle scenariot utvecklats annorlunda, till exempel genom att det skulle gått något längre tid innan man lyckades återetablera kylningen, så skulle härden troligtvis smält igenom reaktortanken och hamnat i inneslutningen. Detta skulle ha gjort olyckan mycket allvarligare med större risk för utsläpp.

### Tjernobylolyckan
Vid Tjernobylolyckan 1986 var det inledande olycksförloppet en skenande reaktivitetsökning som gjorde reaktorn överkritisk och inom några sekunder ledde till en reaktoreffekt på mellan 40 och 400 gånger normal effekt. Detta ödelade fullständigt hela reaktorkonstruktionen och lämnade uranbränsle, grafitmoderator och konstruktionsmaterial i en rashög som inledningsvis inte var kylbar utan bildade en härdsmälta som rörde sig som ett lavaflöde i de nedre delarna av reaktorbyggnaden. Med tiden minskade resteffekten samtidigt som smältan bredde ut sig, och kom så småningom att uppnå en kylbar konfiguration och stelna i olika formationer. I Tjernobyl-reaktorn finns en omtalad formation av stelnade härdrester kallad "Elephant's foot". En annan omtalad formation består av smälta härdrester som stelnat i en ångventil.
Drygt 30% av härdinnehållet av Cesium släpptes ut till omgivningen och cirka 400 000 personer evakuerades.

### Fukushima-olyckan
Vid Fukushima-olyckan 2011 skedde tre härdsmältor, en i vardera reaktor 1-3, på grund av att tsunamin dränkte nödvändiga kylsystem. Härdarna i de 3 reaktorerna har i varierande omfattning smält igenom reaktortankarna samt också skadat inneslutningarna vilket gett betydande läckage till omgivningarna. Fortfarande (2018) är läge och utbredning av härdresterna fragmentariskt kartlagda, men översiktligt så anses hela härden i reaktor 1 ha lämnat reaktortanken och ligga på botten av reaktorinneslutningen, medan härdarna i reaktor 2 och 3 i viss mån finns kvar i reaktortankarna även om betydande delar lämnat desamma. Undersökningarna av reaktorerna försvåras av höga strålnivåer (upp till 650 Sv/h) vilket utesluter mänskligt tillträde, men är utmanande även för fjärrstyrd utrustning.
Mellan 1 och 10% av härdinnehållet av Cesium släpptes ut till omgivningen och cirka 155 000 personer evakuerades.

## Härdsmälta i vardagligt språk
Ordet härdsmälta förekommer i vardagligt språk som en bild för en obeveklig och oåterkallelig kollaps i ett stort system, till exempel "en finansiell härdsmälta".

### Kinasyndromet
Titeln för filmen Kinasyndromet anspelar på föreställningen att en härdsmälta skulle kunna smälta igenom reaktortank och golvkonstruktion i kraftverket och med hjälp av gravitationen obetvingligt fortsätta att äta sig ner i marken "ända till Kina" som tänkes ligga "på andra sidan jordklotet" (sett från USA).
Då gravitationen verkar mot jordens centrum är tanken att härden skulle kunna passera centrum och fortsätta "uppåt på andra sidan centrum" felaktig. Däremot är det korrekt att en härdsmälta har förmåga att angripa betongkonstruktioner och erodera dessa. Detta förekom både i Fukushima- och Tjernobyl-olyckan, där förloppen dock har avstannat innan smältorna nått underliggande mark. Detta antas bero på en kombination av att resteffekten avtar med tiden, samt att härdresterna fått en större utbredning. Speciellt i Tjernobyl har härdresterna eroderat byggnadskonstruktioner och tagit sig nedåt i byggnaden och brett ut sig på flera våningsplan. När smältans utbredning är "tillräckligt stor" och effekten avtagit och blivit "tillräckligt liten" kan ett stabilt tillstånd uppnås där smältan stelnar och kvarvarande resteffekt kyls med passiv värmeöverföring (naturlig konvektion) till omgivande luft och/eller vatten.
Ett spektakulärt exempel på en "avstannad" härdsmälta är formationen "The Elephant's Foot" i Tjernobyl, där ett smältflöde avstannat och stelnat i en formation i de nedre regionerna av reaktorbyggnaden.